# Trucada perduda 2
Trucada perduda 2 (títol original: One Missed Call 2 (anglès), 着信アリ2|Chakushin Ari 2 (japonès)) és una pel·lícula de terror japonès dirigida per Renpei Tsukamoto i estrenada l'any 2005. És continuació de la primera part estrenada l'any 2002, Chakushin Ari, tot i que el repartiment d'aquest segon episodi de la saga és totalment diferent del primer, excepte un comissari de policia. Ha estat doblada al català.

## Argument
Trucada perduda 2 comença amb Kyoko i la seva amiga Madoka. Ambdues noies ensenyen nens en una guarderia al centre de Tòquio. Madoka convenç Kioko a sortir i visitar un restaurant on el promès de Kyoko, Naoto, treballa a temps parcial. Mei-Fueng és la filla del cuiner, i el seu telèfon mòbil sona amb «la melodia de la mort». No obstant això, surt a comprar menjar i el seu pare és el qui respon. La trucada era per Mei-Feung, però quan el seu pare respon, escolta la seva pròpia mort en lloc de la seva filla. Més tard, quan el restaurant està tancat, Mei-Feung li dona a Kyoko i Madoka el seu número de telèfon des que s'ha fet un de nou (així com un portatil nou). Segons després d'intercanviar números, Madoka rep una trucada amb el to «de la mort». Naoto és a la cuina a la recerca del cuiner, i descobreix que aquest ha mort amb la meitat del seu rostre cremat. La policia és alertada a continuació. El detectiu Motomiya arriba a l'escena del crim i interroga Naoto sobre la mort. No obstant això, Naoto no esmenta res del que es refereix a la manera de matar de l'esperit anomenat Mimiko.

## Repartiment
- Mimura: Kyoko Okudera
- Yû Yoshizawa: Naoto Sakurai
- Asaka Seto: Takako Nozoe
- Renji Ishibashi: Yusaku Motomiya
- Haruko Wanibuchi: Sachie Mizunuma
- Peter Ho : Chen Yuting

## Crítica
- "Osteoporosis narrativa. (...) Sense el poder visual [del film de Miike] (...) alarmant repetició d'esquemes."[3]

- "Exemple de la peculiar idea que el públic japonès té d'una segona part: tornar a explicar exactament el mateix. (...) Puntuació: ★ (sobre 5)."[4]